# Knut Reschke
Knut Reschke (auch Knuth Reschke; * 23. August 1943; † 1991) war ein deutscher Schauspieler, Hörspiel- und Synchronsprecher.

## Wirken
Knut Reschke trat seit Ende der 1960er Jahre als Schauspieler in Spielfilmen, Fernsehfilmen und Fernsehserien in Erscheinung. Auch Erotikfilme gehörten in der Anfangszeit zu seinem Repertoire. Einem breiteren Publikum wurde er bekannt durch sein Mitwirken in der ARD-Krimiserie Direktion City. In der Saison 1980/81 hatte er eine Rolle in Café an der Oper von Klaus Wirbitzky im Contra-Kreis-Theater Bonn. Als Sprecher war Knut Reschke an einigen Hörspielproduktionen deutscher Rundfunkanstalten beteiligt, vorwiegend widmete er sich aber dem Bereich Synchronisation. Hier hatte er über 200 Rollen und war beispielsweise in Beetlejuice, Rambo, Das Imperium schlägt zurück und Futureworld zu hören.

## Filmografie (Auswahl)
- 1967: Treibgut der Großstadt
- 1969: Oswalt Kolle: Deine Frau, das unbekannte Wesen
- 1970: Maximilian Pfeiferling (Fernsehfilm)
- 1970: Die liebestollen Baronessen
- 1971: Unser Willi ist der Beste
- 1972: Die Pulvermänner (Fernsehserie, 1 Folge)
- 1973: Das sündige Bett
- 1973: Ein Abend mit O.E. Hasse (Fernsehfilm)
- 1973: Der tosende Liebesquell
- 1975: Dein gutes Recht (Fernsehserie, 1 Folge)
- 1975: Derrick (Fernsehserie, 1 Folge)
- 1976–1980: Direktion City (Fernsehserie, 11 Folgen)
- 1978: Drei Damen vom Grill (Fernsehserie, 2 Folgen)
- 1983: Der Preis (Fernsehfilm)
- 1985: Treffpunkt Leipzig (Fernsehfilm)
- 1986: Die Wicherts von nebenan (Fernsehserie, 1 Folge)
- 1986: Detektivbüro Roth (Fernsehserie, 1 Folge)
- 1989: Die Didi-Show (Fernsehserie, 1 Folge)
- 1990: Hotel Paradies (Fernsehserie, 1 Folge)

## Hörspiele (Auswahl)
- 1963: William Shakespeare; Charles Lamb; Mary Ann Lamb: Cymbelin – Regie: Fritz Schröder-Jahn
- 1966: Terval: Pimouche – Regie: Rolf von Goth
- 1969: Reinhard Hummel: Schallmauer – Regie: Ulrich Gerhardt
- 1970: Louis C. Thomas: Auf Gedeih und Verderb – Regie: Rolf von Goth